# Heinkel HE 10
Die Heinkel HE 10 ist ein deutsches Schwimmerflugzeug, das von den Heinkel-Flugzeugwerken in Warnemünde in den 1920er Jahren entwickelt und gebaut wurde. Das Kürzel HE steht für „Heinkel Eindecker“.

## Entwicklung
Die HE 10 entstand 1928 im Auftrag der Deutschen Verkehrsfliegerschule (DVS) auf der Grundlage des für eine Atlantiküberquerung entwickelten Schwimmerflugzeugs HE 6 von 1927 und war als Langstreckenflugzeug für die Ausbildung von Navigatoren sowie als Reiseflugzeug vorgesehen. Es wurden noch im gleichen Jahr zwei Stück mit den Werknummern 317 und 318 fertiggestellt und das erste davon vom 7. bis 28. Oktober auf der ILA öffentlich präsentiert. Während der Erprobung kamen einige Unzulänglichkeiten zum Vorschein, die Schwingungen des Leitwerks und des Instrumentenpaneels, eine undichte Kabine, mangelnde Längsstabilität im Flug und schlechte Manövriereigenschaften auf dem Wasser umfassten. Abhilfe für letztere konnte durch ein vergrößertes und nach unten gezogenes Seitenruder und eine vergrößerte Höhenflosse geschaffen werden. Nach Beseitigung auch der restlichen Beanstandungen übernahm die DVS im Juni bzw. August 1929 beide HE 10 und stellte sie auf ihrer Warnemünder Basis als D–1662 und D–1731 in Dienst. Sie bewährten sich nachfolgend bei Flügen zur Funk- und Navigationsausbildung gut. Allerdings hatte die D–1731 am 14. Januar 1931 einen schweren Unfall. Beim Start zu einem Ausbildungsflug bei Seegang 2 bis 3 brach durch Wasserberührung eine Propellerspitze weg und der Motor wurde teilweise aus seiner Aufhängung gerissen. Das mit fünf Personen vollbesetzte Flugzeug konnte relativ unbeschadet notlanden, doch die Bergung gestaltete sich des stärker werdenden Wellengangs wegen schwierig. Nachdem mehrfach das Schlepptau riss, trieb es schließlich an Land und wurde dort weiter beschädigt durch die stationseigene Barkasse, die, durch ein sich um die Schraube wickelndes gerissenes Schleppseil steuerlos geworden, ebenfalls an Land trieb und gegen die HE 10 gedrückt wurde.

## Aufbau
Die HE 10 ist ein halbfreitragender Tiefdecker in Gemischtbauweise. Der Rumpf besteht aus einem stoffbespannten Stahlrohrgerüst mit einer geschlossenen Kabine für drei bis fünf Sitze. Der Bug ist im Motorbereich mit Aluminium beplankt, die Kabine besteht aus Duraluminium mit Fenstern aus Cellon. Hinter dem Motorbrandschott ist der 120-l-Öltank untergebracht. Das Tragflächengerüst bilden zwei hölzerne Kastenholme mit Sprucegurten und Spanten aus Sperrholz. Die Außenverkleidung besteht zum größten Teil aus Stoffbespannung, lediglich die Rumpfunterseite zwischen den Holmen sowie die Vorderkanten sind aus Sperrholz gefertigt. In den Flächen befinden sich die 2100 l fassenden Kraftstofftanks aus Aluminium. Das Leitwerk besteht aus stoffbespanntem Stahlrohr. Es beinhaltet eine im Flug verstellbare Höhenflosse und ausgeglichene Ruder. Das Schwimmwerk wird von zwei parallel gesetzten Holzschwimmern gebildet, deren Unterseite einstufig und im vorderen Bereich flach ist und nach hinten stark gekielt ausläuft. Sie sind in mehrere wasserdicht Abteilungen gegliedert und haben etwa 4800 l Inhalt.

## Technische Daten
| Kenngröße                           | Daten (HE 10a)                                            | Daten (HE 10b)                                            |
| ----------------------------------- | --------------------------------------------------------- | --------------------------------------------------------- |
| Besatzung                           | 5                                                         | 3                                                         |
| Spannweite                          | 18,2 m                                                    | 18,2 m                                                    |
| Länge                               | 13,1 m                                                    | 13,1 m                                                    |
| Höhe                                | 4,68 m                                                    | 4,68 m                                                    |
| Flügelfläche                        | 60,93 m²                                                  | 60,93 m²                                                  |
| Rüstmasse                           | 2540 kg                                                   | 2490 kg                                                   |
| Nutzlast                            | 460 kg                                                    | 172 kg                                                    |
| Startmasse                          | 4800 kg                                                   | 4810 kg                                                   |
| Antrieb                             | ein flüssigkeitsgekühlter Zwölfzylinder-Viertakt-V-Motor  | ein flüssigkeitsgekühlter Zwölfzylinder-Viertakt-V-Motor  |
| Typ                                 | BMW VI 7,3ZU                                              | BMW VI 5,5                                                |
| Startleistung Nennleistung am Boden | 750 PS (552 kW) bei 1700/min 620 PS (456 kW) bei 1625/min | 630 PS (463 kW) bei 1650/min 600 PS (441 kW) bei 1620/min |
| Höchstgeschwindigkeit in Bodennähe  | 246 km/h                                                  | 185 km/h                                                  |
| Landegeschwindigkeit                | 106 km/h                                                  | 106 km/h                                                  |
| Steigzeit auf 1000 m Höhe           | 5,6 min                                                   | 11,7 min                                                  |
| Reichweite                          | 3000 km                                                   | 5200 km                                                   |
| Dienstgipfelhöhe                    | 4000 m                                                    |                                                           |